# Баглан (провінція)
Багла́н (дарі بغلان Baġlān, пушту بغلان) — провінція на північному сході Афганістану. Адміністративний центр — Пулі-Хумрі.

## Історія
Провінцію Баглан було утворено 1964 року в результаті розділу колишньої провінції Катагхан. З 25 серпня 1998 до 2001 року провінція була під управлінням руху Талібан.

## Населення
В провінції проживають хазарейці-ісмаїліти(15 %), таджики (55 %), пуштуни (20 %), узбеки (9 %) й татари.

## Райони
- Андараб
- Баглані-Джадід
- Бурка
- Даанаї-Горі
- Діх-Салах
- Душі
- Фаранг-Ва-Харі
- Гухаргахі-Нур
- Хінджан
- Хост-Ва-Ферінг
- Хаваджа-Ніджран
- Нарін
- Пулі-Хісар
- Пулі-Хумрі
- Тала ва Барфак